# B&W Hallerne
El B&W Hallerne es un antiguo complejo industrial que se encuentra en la isla de Refshaleøen en Copenhague, Dinamarca. Construido a principios de los años 60 por la empresa Burmeister & Wain, el complejo consta de dos grandes pabellones que fueron utilizados como astillero naval hasta 1996. Actualmente las instalaciones son utilizadas para fines culturales y lúdicos.
El 2 de septiembre de 2013, la radiotelevisión pública danesa DR anunció oficialmente que había elegido el B&W Hallerne como recinto sede del Festival de la Canción de Eurovisión 2014. El festival se celebró en el Section Hall 2, el cual fue habilitado como sala de conciertos con capacidad para 10.000 espectadores, mientras que las áreas y edificios adyacentes se convirtieron en la llamada 'Isla de Eurovisión' para servicios adicionales relacionados con el concurso.